# Patrick M. Liedtke
Patrick M. Liedtke (* 1966 in Frankfurt am Main) ist ein deutscher Wirtschaftswissenschaftler.

## Vita
Patrick Liedtke ist der Sohn des Managers Kurt W. Liedtke und beendete 1985 seine Schulzeit in Madrid. Sein Studium der Elektrotechnik und Volkswirtschaftslehre absolvierte er an der Technischen Universität Darmstadt und an der London School of Economics. Dann arbeitete er im Bereich der europäischen Kapitalmärkte und der Wirtschaftsforschung an der SG Warburg & Co., einer 1934 gegründeten Bank in London, die 1995 im Schweizerischen Bankverein (SBV) aufging.
Im Anschluss daran war er als Leiter eines Projekts des Club of Rome in Bilbao mit wirtschaftlicher Forschung betraut. Von 1996 bis 1998 war er Direktor der unabhängigen makroökonomischen Forschung im Präsidium in Frankfurt am Main, das auf dem Arbeits-, Renten- und Versicherungswirtschaft spezialisiert ist. 1996 begann er auch für die International Association for the Study of Insurance Economics (The Geneva Association) in Genf zu arbeiten. Von 1998 bis 2000 war er dort als stellvertretender und Vize-Generalsekretär tätig. Von Januar 2001 bis Juli 2012 war er Generalsekretär und Managing Director.
Liedtke ist verheiratet und hat vier Kinder.

## Mitgliedschaften
- Aufsichtsratsmitglied der IT Future AG, Frankfurt
- Aufsichtsratsmitglied der Zwiesel Kristallglas AG, Zwiesel
- Direktor des Applied Services Wirtschafts-Center (ASEC) in Genf
- Vorstandsmitglied der Europäischen Gruppe der Risiko- und Versicherungs-Ökonomen (EGRIE)
- Chefredakteur der Genfer Papers auf Risiko und Versicherung – Probleme und Praxis, veröffentlicht in London
- Herausgeber des Newsletters zum Thema Versicherung und Finanzen, veröffentlicht in Genf
- Mitglied des Beirats des Center for Risk Management and Decision Processes (WCRMDP) der Wharton School in Pennsylvania
- Mitglied des Internationalen Beirates des China Center for Insurance and Social Security in Peking
- IZA Research Fellow seit Januar 2001.
- KDStV Nibelungia (Brünn) Darmstadt seit 1985

## Veröffentlichungen
- Wie wir arbeiten werden – Der neue Bericht an den Club of Rome. von Orio Giarini, Patrick M. Liedtke mit Ernst Ulrich von Weizsäcker, Hoffmann & Campe, 287 Seiten, 1998, ISBN 3-455-11234-X.
- Strategic Issues in Insurance: Essays in Honor of Orio Giarini (Geneva Papers on Risk and Insurance), von Patrick M. Liedtke, Blackwell Publish, 192 Seiten, 2004, ISBN 978-0-631-23011-3
- The Employment Dilemma and the Future of Work von Orio Giarini and Patrick M. Liedtke, 164 Seiten, 2nd edition, The Geneva Association, Genf, 2006
- Ventures in Insurance Economics and Strategy 30 Years – The Geneva Association von Patrick M. Liedtke, 492 Seiten, The Geneva Association, Genf, 2003